# Молдова
Вижте пояснителната страница за други значения на Молдова.
Република Молдова (на румънски: Republica Moldova) е държава в Източна Европа, граничеща с Румъния и Украйна. Преди част от СССР под името Молдавска ССР, днес тя заема района, известен като Бесарабия, както и територии по източния бряг на река Днестър, присъединени през 1940 г. Молдова се обявява за независима страна през 1991 г., но по същото време най-източната ѝ част на свой ред се обявява за независима република под името Приднестровска молдовска република, която остава непризната.
Има около 500 m излаз на река Дунав, но няма излаз на море. Столицата ѝ е град Кишинев с население 593 000 души. Молдова функционира като парламентарна република. Членка е на ОНД, СТО, ОССЕ и ОЧИС, и се стреми към членство в Европейския съюз.

## История
В древни времена територията на Молдова е била населена от скити, даки и други племена. Разположена на стратегическо място между Азия и Европа, Молдова търпи няколко нашествия, включително тези на Киевска Рус и на монголите. През тези територии са минавали също така маджари, прабългари, печенеги и кумани.
Богдан I се счита за основател на Молдова, създавайки през 1359 г. независимо Молдовско княжество. Княжеството достига своя златен век по времето на Стефан Велики, който управлява между 1457 г. и 1504 г. След него Молдова започва да отслабва и през 1538 г. се превръща във васал на Османската империя. Молдова обаче запазва контрол върху територията, управлението и търговията си, а турците нямат право да се заселват или да купуват земя. Василий Лупу става княз през 1634 г. и съвсем отслабва вече номиналния османски контрол. През 18 век Молдова е арена на битки между австрийци, руснаци и турци. През 1774 година, след края на поредната Руско-турска война, страната става протекторат на Руската империя, а на следващата година Хабсбургската империя анексира Буковина. През 1812 г. Русия обявява създаването на т.нар. Бесарабска губерния, където впоследствие се заселват и много българи.
В началото на 20 век (по-специално ок. 1905 г.) румънският национализъм набира сила в Молдова. След Октомврийската революция през 1917 г. националистите обявяват създаването на Молдовска демократична република, която просъществува за кратко и впоследствие е анексирана от Румъния. Приднестровието обаче остава под контрола на СССР и е организирано като Молдавска автономна съветска социалистическа република, след като за кратко е част от Украинската ССР. По време на Втората световна война цяла Молдова е присъединена към СССР и остава част от него до 1991 г. Още преди да обяви независимостта си обаче, републиката се разпада – Приднестровието се обявява за независима държава и избухва т.нар. Приднестровски конфликт. Русия и Украйна, които имат значителни етнически малцинства в отцепническата република, спонсорират (въоръжават) Приднестровието, а Румъния помага на централното правителство в Молдова. Конфликтът остава нерешен и до днес.

## География
Молдова е малка страна с площ 33 851 km². Разположена е в Източна Европа, между Украйна и Румъния, с които има държавни граници с дължина съответно 940 и 450 km. Страната е без излаз на море, въпреки че се намира близо до Черно море. Северната ѝ част е хълмиста, като възвишенията не надминават 430 m.
Западната граница на Молдова е река Прут, която се влива в река Дунав. На североизток Днестър е главната река, която тече от север на юг и разделя историческите региони Бесарабия и Приднестровие. Почти всички реки се оттичат към Черно море, но голяма част от тях не са по-дълги от 100 km.
Северната и южната част на страната са заети съответно от равнините Белцка и Буджак, а централната част на Молдова е заета от хълмисти местности, наречени Кодри. Растителността е предимно степна в равнините, а Кодрите са гористи и там се срещат дъб, клен и габър.

### Климат
Близостта на Молдова с Черно море ѝ осигурява мек и слънчев климат. Той е умерено-континентален, със средни температури – януари (от -5 до -3 °C), юли – (от 19 до 22 °C). Средногодишните валежи са около от 600 mm в северната част на страната и около 400 mm в южната, но могат силно да варират и дълги сухи периоди не са необичайно явление. Най-силните валежи, често придружени от гръмотевични бури са в началото на лятото и през октомври. Заради хълмистия терен често валежите причиняват ерозия и разливи на реки.
Най-високата температура измервана в Молдова е +41,5 °C на 21 юли 2007 г. в Каменка. Най-ниската измервана температура е −35,5 °C на 20 януари 1963 г. в Братушани.

## Политика

### Актуално състояние
На 5 април 2009 година близо 2,5 милиона избиратели са призовани да гласуват, бивайки зорко контролирани от множество международни наблюдатели, част от които е и делегацията на Европейския парламент. Изборите протичат спокойно в пълно съответствие с изискванията на плурализма въпреки някои процедурни проблеми. Европейският депутат Мариан Мико (естонка от Европейската социалистическа партия), която предвожда европейската делегация от наблюдатели към Европейския парламент, отбелязва „истински напредък“ спрямо провелите се през 2005 година парламентарни избори. Едновременно с това обаче, делегацията на парламента отправя препоръки да бъдат направени допълнителни усилия в посока на неутралността, безпристрастността на медиите – както на обществените телевизионни канали така и към обществените радио станции. В крайна сметка, кампанията бе белязана от жалби, свързани със заплахи както от страна на избирателите, така и от страна на кандидатите.
Според молдовската централна избирателна комисия, Комунистическата партия получава 49,48% от гласовете, което е равносилно на 60 депутатски кресла или иначе казано, с едно място по-малко от необходимите, за да може партията да излъчи държавния глава. Останалите партии си разпределят вота на избирателите както следва: за Либералната партия 13,14% (или 15 мандата); за Либерално-демократическата партия на Молдова 12,43% (отново 15 места) и Алианс „Нашата Молдова“ 9,77% (отговарящи на 11 депутатски места).
Поради неуспешното излъчване на кандидата на комунистическата партия, трябва да бъдат насрочени нови избори.
Предвидено е да се състоят през юли 2009 година, като основните партии участници са следните:
- Алианс за европейската интеграция (АЕИ), 53 места, формирани от изброените 4 партии:
- 1. Либерално-демократическата партия на Молдова (18 места)
- 2. Либералната пария (15 места)
- 3. Демократическата партия на Молдова (13 места)
- 4. Алианс „Нашата Молдова“ (7 места)
- Партията на комунистите на Република Молдова (48 места)

Тези нови избори са белязани от още по-голям спад в нивото на доверие на гражданите в лидерите на Комунистическата партия – едва 44,7%. От своя страна четирите партии, образуващи Алианс за европейската интеграция (АЕИ), освен че успяват да преминат прага от 5%, което им позволява да бъдат представени в Парламент, те събират общо 51% от подадения вот. С постигнатия резултат, формацията се сдобива с цели 53 депутатски места или иначе казано абсолютно мнозинство, позволяващо на новосформираното правителство да встъпи в длъжност, предвождано от Влад Филат. Въпреки завоювания успех, коалицията не може да излъчи своя кандидат за президентския пост, тъй като според последните конституционни промени гласувани през юли 2000 година подобно право се отрежда само на партии получили 61 места от всичките 101 в Парламента.
При подобен тип разпределение би трябвало да бъдат проведени нови избори, но според Конституцията на страната, броят на провежданите изборни кампании в толкова кратък период от време е ограничен, което до води до блокаж в политическия процес. За да смекчи негативните последствия, произлезли от основния закон на държавата, управляващата формация предвижда референдум, с цел организирането на мажоритарни президентски избори. В този случай ще бъде възможно през октомври 2010 да се състоят едновременно парламентарни и президентски избори. В същото време Комунистическата партия обявява бойкот на референдума, което силно се отразява на избирателната активност на гражданите и тя достига едва 30% при положение, че са необходими 33,3%, за да бъде отчетен вотът като валиден. Поради тази причина нови парламентарни избори се предвиждат за 28 ноември 2010 г. Резултатите от провелия се вот се обобщават с 42 спечелени места за Комунистическата партия на Република Молдова; 32 мандата за Либерално-демократическата партия на Молдова; 15 депутати за Демократическата партия на Молдова и 12 депутатски кресла за Либералната партия. Тези избори обаче не променят основния проблем, а именно невъзможността водещата формация да излъчи държавен глава поради недостатъчен брой получени мандати. Освен това на 28 декември при встъпването в длъжност на новия Парламент се оказва, че той е неспособен да излъчи президент, който трябва временно да изпълнява длъжността на държавен глава. Министър-председателят, подал своята оставка, Влад Филат, изпълнява заместническите функции на главнокомандващ на Републиката в продължение на два дни. Период, през който депутатите от новата коалиция, включваща Либерално-демократическата партия на Молдова, Демократическата партия на Молдова и Либералната партия достигат до общото решение за издигането на Мариан Лупу на позицията президент, който автоматично ще заема позицията на временно заместващ държавен глава.

## Личностно и езиково противоречие
Интересен факт за страната е, че наследството от бившото княжество поддържа непреходен спор между от една страна Комунистическата партия, включваща нейните съюзници по убеждения и от друга – всички некомунистически формации, към които се причисляват академичните автори, олицетворяващи науката. Противоречието се завихря около историческата, лингвистичната и културната идентичност на местното население от така наречената историческа Молдова. Тази дългогодишна полемика преминава и отвъд националните граници. Бившите съветски републики (с изключение на прибалтийските държави) и множество автори слависти препредават тезите на така наречения „молдовизъм“, защитаван от Комунистическата партия на Молдова, докато Румъния и страните с латински културни корени отстояват позицията, наречена „руманизъм“.
Още от 19 век жителите романофони, населяващи териториите последователно принадлежали на Руската империя, на Съветския съюз, а от 1991 г. – на Република Молдова, са определяни заедно с техния говорим език като „молдовски“ – термин, който през годините придобива етническо значение. За жителите от бившото княжество, говорещи румънски, определението „молдовци“ по-скоро символизира чисто географско местонахождение и не носи етнически натоварен смисъл и в този ред на мисли според тях той би могъл да бъде част от по-общото определение за „Румънци“ в смисъла на романофони. Всъщност, същите тези жители са назовавани „румънци“ от Румъния, както и от проевропейците от Молдова, каквито са и по-голямата част от местното население на Трансилвания, Банат, Добруджа, Влашко и румънската част на Молдова. В този случай можем да кажем, че определението „молдовци“ съдържа в себе си това на „румънци“.
Партийните последователи с молдовска идентичност, разграничаваща се от румънската, отстояват различни позиции по отношение на живеещите в румънската част на Молдова.
През декември 2013 г. конституционният съд на Молдова одобрява промяната на наименованието на езика в конституцията. Официалният език получава названието както „румънски“, така и „молдовски“.
Въпреки това едва през 2023 г. молдовският парламент приема закон за официалното преименуване на държавния език на румънски. На 17 март Мая Санду одобрява този закон.

## Съюз с Румъния
По време на големите манифестации през 1990 г. романофоните претендират за съюз с Румъния, но биват оборени от рускоговорещите, на които ултранационалистите обещават „куфара или ковчега“. В крайна сметка плановете за подобен съюз са отхвърлени през 1994 година от 95,4% населението при проведения референдум в политическия контекст на конфликт с Русия – основният доставчик на изгодна енергия за Молдова.

## Външна политика
Молдова поддържа сложни и нестабилни дипломатически отношения с две държави – от една страна с Румъния, с която поделят обща културна, езикова и историческа общност; от друга страна – с Русия, наследницата на Съветския съюз, част от който е била и самата Молдова до обявяването на независимостта ѝ през 1991 г. Обратите във взаимоотношенията им са многобройни. В даден период границите се отварят, визите отпадат, а телефонните мрежи между Румъния и Молдова се обединяват, след това се забелязва откровено охладняване на отношенията както с Румъния така и с Русия, поради обвиненията на молдовското правителство към в подкрепа на сепаратистите от Тирасол; етапът след 1994 година се характеризира с нарастващо отчуждение спрямо Румъния, последван е от явен антагонизъм, преминаващ на моменти във враждебност особено след идването на власт на комунистите. Паралелно с влошаването на връзките с Румъния, тези с Беларус, Русия и Украйна се задълбочават, дори през 2001 правителството на Воронин открито заявява желание да включи страната си в руско-беларуския съюз;; през 2007 година, присъединяването на Румъния към Европейския съюз изостря разрива със западната страна, прекъсва отварянето на изток; повлиява на визовите условия, а изискванията за пребиваване стават по-стриктни. Докато връзките с Румъния се влошават, то в тези между Молдова, Русия, Украйна, Беларус бележат подем.
Въпреки недотам гладките отношения с Румъния, молдовците подали документи за гражданство го придобиват ако изпълняват следните две условия: поне един от родствениците им е роден като румънски гражданин и подалите заявление успешно да са положили и преминали изпит. Тези условия повдигат сериозни противоречия сред другите държави от Европейския съюз, обвинявайки Румъния, че чрез тази политика се опитва да привлече близо три милиона имигранти през задната врата. Румънският президент Траян Бъсеску отстоява позицията си, обяснявайки че при асимилацията на Германската демократична република от Федерална република Германия цели осемнадесет милиона души са се присъединили към Европейската общност без този акт да бъде съгласуван с останалите членове.
Република Молдова е член на Централноевропейската инициатива както и на ГУАМ – международна организация с цел регионално сътрудничество в областта на демокрацията и икономиката. Съюзът не е особено резултатен поради липсата на общи цели и средства. Република Молдова е част и от така наречено Източно партньорство на ЕС.
Молдова е държава членка на международната франкофонска организация. Избраното през 2009 година мнозинство заявява открито желание страната да бъде присъединена към Европейския съюз. В тази връзка, според икономическия всекидневник „Ехо“, президента на Европейската комисия, Хоце Мануел Барозо, е обещал „европейска перспектива“ на Молдова, с която трябва да подпише на 27 юни договор за асоцииране. „Ние не разбираме договора за асоцииране като края на пътя“ заяви Барозо, добавяйки, че това споразумение „няма да представлява крайната цел“.

## Административно деление
Страната е разделена на 32 района, 5 градски самоуправления (Кишинев, Белци, Бендери, Комрат и Тираспол), и един полуавтономен район – Гагаузия. Част от територията на Република Молдова се контролира от непризнатата Приднестровска молдовска република.

## Население
Според официалната статистика от 2004 година, в Молдова (вкл. Приднестровска молдовска република) живеят 3 938 679 души, от тях най – голям дял са молдованите 2 742 231 (69,62%), следват украинци 442 475 (11,23%), руснаци 369 896 (9,39%), българи-гагаузи 151 596 (3,85%), българи 79 520 (2,02%), румънци 73 529 (1,87%), цигани 12 778 (0,32%), евреи 4867 (0,12%), поляци 4174 (0,11%), и др. Към 2016 г. населението на страната е 3 553 100 души.

## Икономика
След десетилетия на централизирано планово развитие, през 1992 година Молдова предприема реформи и започва да развива пазарна икономика. До 1993 е в действие купонна система, след което бива пусната в обращение молдовската лея. Либерализирането на цените довежда до изключително бързо нарастване на инфлацията, а между 1999 и 2001 страната претърпява икономическа криза, вследствие на което голяма част от населението остава под нивото на бедността.

### Земеделие
Молдова има благоприятен климат и добра обработваема земя, като 55% от територията ѝ са годни за земеделие. В резултат на това икономиката зависи до голяма степен от селското стопанство, най-вече отглеждането на плодове, зеленчуци, лозя и тютюн. Близо 75% от почвите са черноземни, в по-високите части са глинести, а в най-южните райони са червеноземни. Постоянните насаждения възлизат на 3000 квадратни километра.
В исторически план, Молдовската ССР е била най-гъсто населената съветска република, като същевременно е с най-голям процент селско население след Киргизката ССР. Въпреки че е съставяла едва 0,2% от общата площ на СССР, Молдова е произвеждала 10% от всичката консервирана продукция, 4,2% от всички зеленчуци, 12,3% от всички плодове и 8,2% от цялото вино в Съюза. Винопроизводството продължава да е сред силните отрасли на икономиката.
Страната обхваща най-западния край на европейските степи, които са разорани и превърнати в обработваеми земи. Селското стопанство ангажира 39% от активното население. В южната част на Молдова главни отрасли са лозарството, зеленчукопроизводството и овощарството. На север се отглеждат пшеница, царевица, захарно цвекло, слънчоглед, тютюн и картофи. Животновъдството е повсеместно, като се развъждат главно овце, свине и говеда.

### Промишленост
Цялата промишленост на Молдова е изградена на територията на Приднестровието. По съветско време там са били едва 15% от населението, а в същото време този регион е произвеждал 90% от цялата електроенергия в страната и е генерирал 40% от общия БВП. За разлика от останалата част от Молдова, Приднестровието продължава да се придържа към планова икономика до към 2000 година, след което започва либерализация и установяване на пазарни механизми.
Край Рибница се намира най-голямото промишлено предприятие в Молдова, Молдовски металургичен завод, който произвежда 1 000 000 тона сурова стомана на година. Най-голямата електроцентрала в страната – ТЕЦ Кучурган – също се намира на територията на Приднестровието и има капацитет от 2520 MW.

## Култура
Културата на Молдова е близка до румънската и украинската и се характеризира със силно руско влияние. Молдова е с богата народна култура, която процъфтява по време на съветския период. Една древна фолк балада „Miorita“ има специално значение в народната култура на Молдова. Молдовците също така пазят народните занаяти, като керамика и тъкане. В градовете днес те са почти забравени, обаче продължават да се практикуват в селските райони. Традициите в Молдова са предимно свързани с националната музика, танци, песни, както с храната, виното и народните занаяти.

## Медицина и здравеопазване на Молдова
В Молдова се преподава медицина на университетско ниво, но няма интернет източници да има интерес в страната към ревматологията, както и въпреки твърденията, че няма заболели от covid в страната и за молдовската медицина, според статистика на СЗО броят на заболелите в Молдова е 500,000 
.